# Radiohead: The Best Of
Pour les articles homonymes, voir Best of.
Albums de Radiohead
In Rainbows
(2007) The King of Limbs
(2011)
Radiohead: The Best of est une compilation du groupe de rock alternatif et d'electronica anglais Radiohead, sortie le 2 juin 2008. L'album est constitué de titres sortis chez EMI entre 1992 et 2003. Le premier disque, disponible séparément, comprend la majorité des tubes du groupe, tandis que le second se concentre sur des chansons plus confidentielles. Parallèlement est sorti un DVD contenant 21 clips, dont neuf sont disponibles pour la première fois sur ce support.
C'est la première compilation officielle du groupe, bien qu'elle ait été élaborée sans son avis ; elle a été préparée par EMI après que le groupe a quitté le label en 2004. Cette compilation ne contient donc que des chansons dont EMI détient les droits d'édition, à savoir les chansons sorties avant l'album In Rainbows (2007).

## Liste des titres

### Disque 1
1. Just
2. Paranoid Android
3. Karma Police
4. Creep
5. No Surprises
6. High and Dry
7. My Iron Lung
8. There There
9. Lucky
10. Fake Plastic Trees
11. Idioteque
12. 2+2=5
13. The Bends
14. Pyramid Song
15. Street Spirit (Fade Out)
16. Everything in Its Right Place

### Disque 2
1. Airbag
2. I Might Be Wrong
3. Go to Sleep
4. Let Down
5. Planet Telex
6. Exit Music (For a Film)
7. The National Anthem
8. Knives Out
9. Talk Show Host
10. You
11. Anyone Can Play Guitar
12. How to Disappear Completely
13. True Love Waits (live)

### DVD
1. Creep
2. Anyone Can Play Guitar
3. Pop Is Dead
4. Stop Whispering
5. My Iron Lung
6. High and Dry (version UK)
7. High and Dry (version US)
8. Fake Plastic Trees
9. Just
10. Street Spirit (Fade Out)
11. Paranoid Android
12. Karma Police
13. No Surprises
14. Pyramid Song
15. Knives Out
16. I Might Be Wrong
17. Push Pulk / Spinning Plates
18. There There
19. Go to Sleep
20. Sit Down, Stand Up
21. 2+2=5 (live)